# SM U-74 (1915)
SM U-74 – niemiecki jednokadłubowy podwodny stawiacz min, czwarty okręt typu UE I, zbudowany w stoczni Kaiserliche Werft Danzig w Gdańsku w roku 1915. Zwodowany 10 sierpnia 1915 roku, wszedł do służby w Kaiserliche Marine 24 listopada 1915 roku. W czasie swojej służby, SM U-74 zatopił 1 statek o pojemności 2802 BRT.

## Budowa
Okręt SM U-74 był czwartym z dziesięciu okrętów typu UE I, który był następcą typu U-66. Był jednokadłubowym okrętem przeznaczonym do działań oceanicznych, o długości 56,8 metra, wyporności w zanurzeniu 755 ton, zasięgu 5480 Mm przy prędkości 7 węzłów na powierzchni oraz 83 Mm przy prędkości 4 węzły w zanurzeniu. Załoga składała się z 32 osób: 28 marynarzy i 4 oficerów. Okręt był wyposażony początkowo w działo pokładowe o kalibrze 88 mm, które zostało w 1917 roku wymienione na działo o kalibrze 105 mm. Wewnątrz kadłuba sztywnego okręt przewoził 34 kotwiczne miny morskie, stawiane z dwóch rufowych aparatów minowych o średnicy 100 cm. Każdy z nich mieścił po 3 miny. Po ich otwarciu, masa wody (w sumie 6 ton) musiała być kompensowana zalewaniem dziobowych zbiorników balastowych. Wygospodarowanie miejsca dla min oznaczało również przesunięcie przedziału silnikowego w kierunku dziobu. Uzbrojenie torpedowe to dwie wyrzutnie (dziobowa i rufowa) kalibru 500 mm typu zewnętrznego, z zapasem 4 torped.

## Służba
Pierwszym i jedynym dowódcą okrętu został 24 listopada 1915 roku mianowany Erwin Weisbach. Pod jego dowództwem SM U-74 zatopił 1 statek. 20 kwietnia 1916 roku brytyjski parowiec „Sabbia” (2802 BRT) 7 mil na południowy wschód od wyspy May wszedł na minę postawioną przez SM U-74. Zbudowany w 1908 w Clyde SB. & Eng. Co roku parowiec płynął z ładunkiem węgla z Burntisland, Fife do Londynu.
17 maja 1916 roku 7 mil na południowy wschód od Dunbar w Szkocji w wypadku podczas stawiania min SM U-74 zatonął. Śmierć poniosła cała załoga.